# Le Petit-Bornand-les-Glières
Le Petit-Bornand-les-Glières este o comună în departamentul Haute-Savoie din sud-estul Franței. În 2009 avea o populație de 1.112 de locuitori.

## Evoluția populației
| An        | 1975 | 1982 | 1990 | 1999 | 2006  | 2009  |
| --------- | ---- | ---- | ---- | ---- | ----- | ----- |
| Populație | 622  | 620  | 743  | 870  | 1.054 | 1.112 |